# Tirosina quinasa
Las tirosina quinasas  o cinasas de proteína-Tirosina son una famlila de enzimas perteneciente al grupo de las proteína quinasas, que catalizan la transferencia de un grupo fosfato desde ATP a un aminoácido tirosina  de una proteína. Esta fosforilación es una función esencial de transducción de señales para la comunicación intracelular e intercelular en metazoos.
Si la tirosina quinasa se encuentra asociada a la membrana celular como receptor, se denomina receptor tirosina quinasa, de los cuales se conocen 58 tipos; de hallarse en el citoplasma o en organelos se denomina tirosina quinasa no receptora (o no específica), de las cuales se conocen 32 tipos.
Las tirosina quinasas desempeñan un papel fundamental en la proliferación, supervivencia, adhesión y motilidad celular y también se ha demostrado que median la transformación de células malignas.

## Características
Las cinasas proteína-Tirosina forman parte de la familia cinasas de proteínas (del inglés protein kinases PK) estas son un tipo de enzimas que modifican otras moléculas mediante fosforilación. Mediante esa acción los sustratos son activados y en algunos casos desactivados.
| Clasificación .                                                                 | EC                | Número           |
| Transferasas .                                                                  | EC 2.0            |                  |
| Cinasas / Fosfotransferasas                                                     | EC 2.7            |                  |
| Cinasas proteína-Tirosina .                                                     | EC 2.7.10         |                  |
| cinasas proteína-tirosina Receptoras cinasas proteína-tirosina No específicas . | 2.7.10.1 2.7.10.2 | 58 (en humano) n |

Entre los receptores tirosina quinasas están los receptores del factor de crecimiento epidérmico (EGF), del factor de crecimiento derivado de plaquetas (PDGF), del factor de crecimiento de fibroblastos (FGF), del factor de crecimiento endotelial vascular (VEGF), del factor de crecimiento de hepatocitos (HGF), receptores de efrinas (EPHR) y el receptor de insulina.
Se conocen más de 100 tipos diferentes de tirosina quinasas.
La primera tirosina quinasa identificada fue la de la proteína oncogénica v-Src. La mayoría de las células contienen uno o más miembros de la familia src de tirosina quinasas. El virus del sarcoma del pollo se encontró en una versión mutada incorporada en un gen src celular normal. El gen mutado v-src hacía perder la inhibición de la actividad enzimática característica de los genes c-src celulares normales. La familia de genes SRC están relacionados con la regulación de muchos procesos celulares. Por ejemplo, el antígeno de los linfocitos T conduce la señal intracelular por activación de Lck y Fyn, dos proteínas que son estructuralmente similares a Src.

## Clasificación
Las proteína cinasas (del inglés protein kinases) en español: cinasas de proteínas, son un tipo de enzimas que modifican otras moléculas, mediante fosforilación.

Estas enzimas catalizan la transferencia de fosfato, generalmente desde ATP, a un segundo sustrato, es decir, son Fosfotransferasas (EC:2.7). 
De ese modo, los sustratos son activados y en algunos casos desactivados.
Las tirosina quinasas se pueden clasificar según el Comité de Nomenclatura de la Unión Internacional de Bioquímica y Biología Molecular (NC-IUBMB) con los números EC 2.7.10., siendo el último dígito 1, 2 o 3.

### Receptores tirosina quinasas
Los receptores tienen asignado el número EC 2.7.10.1 para las tirosina cinasas que adicionalmente tienen función receptora y generalmente poseen un domi io como proteína transmembrana.
Algunos enzimas pertenecientes a este grupo son:
- EGFR Receptor del factor de crecimiento epidérmico
- ERBB1, ERBB2, ERBB3, ERBB4
- INSR

### Tirosina quinasas no receptoras
El número EC: 2.7.10.2 corresponde a las tirosina quinasas que no poseen un dominio transmembrana.
EC: 2= Transferasas,
2.7= Transferencia de grupos que contienen fósforo (Fosfotransferasas),
 2.7.10= Quinasas de proteína-tirosina,
 2.7.10.2= proteína-tirosina cinasa no específica. 
Esta familia de tirosina cinasa no específica, incluye nueve miembros con tres sub-familias ScrA, SrcB y FRK. 
La sub-familia SrcA contiene: Src, Yes, Fyn y Fgr. 
La sub-familia SrcB contiene: Lck, Hck, Blk y Lyn.
La sub-familia FRK tiene representante único. 

Algunas enzimas incluidas en este número EC son:
- BAZ1B regula la transcripción dependiente de cromatina.
- PTK6 / BRK  kinasa del tumor de mama, cinasa citoplasmática que puede funcionar como un transductor de señales intracelulares.
- JAK tirosina cinasas Janus
- LCK tirosina cinasa específica de leucocitos

Las tirosina cinasas no receptores interactúan con muchas proteínas citosólicas, nucleares y de membrana celulares.
 Las TCNR reciben y transmiten sus mensajes mediante la adición de grupos fosfato a los aminoácidos de tirosina de las cadenas proteicas.
Un listado de las tirosina cinasas receptoras y no específicas humanas verificadas se puede encontrar en la base de datos UniProtKB.

## Estructura
Todos los receptores tirosina quinasas tienen una arquitectura similar. Una sección extracelular, para la unión con el ligando, una hélice simple transmembrana y una región citoplasmática que contiene la tirosina quinasa; además presenta un C-terminal y una región regulatoria yuxtamembrana.

## Función
Las tirosina cinasas (TC) interactúan con muchas proteínas citosólicas, nucleares y de membrana celulares.
 Las TC reciben y transmiten sus mensajes mediante la adición de grupos fosfato a los aminoácidos de tirosina de las cadenas proteicas.

## Algunas Tirosina quinasas

### Abl
El ABL1 (Abelson proteína vírica de la leucemia, que sufre una traslocación entre el cromosoma 9;22) es una tirosina cinasa importante. Este gen se fusiona con el gen BCR en el cromosoma Filadelfia, característica anormal de la leucemia mieloide crónica (LMC) y raramente en otras formas de leucemia. La transcripción del gen fusionado BCR-ABL1 es también una tirosina quinasa que tiene funciones mediadores en la regulación del ciclo celular, provocando un trastorno proliferativo clonal. La proteína BCR-ABL1 puede ser inhibida por el fármaco imatinib mesilato, el cual ocupa el dominio tirosina quinasa e inhibe la influencia de BCR-ABL1 sobre el ciclo celular.

### c-kit (CD117)
Esta molécula CD es un receptor de membrana del factor de células madre SCF (stem cell factor), llamado también como "steel factor" or "ligando c-kit". El factor Steel es un polipéptido que activa los precursores de la médula ósea de determinadas células sanguíneas, pero este receptor también está presente en otras células. Las mutaciones de c-kit en las células intersticiales de Cajal en el tracto digestivo son probablemente la clave de los tumores del estroma gastrointestinal (GIST, del inglés gastrointestinal stromal tumors) y explica la eficacia del imatinib en el tratamiento de estos raros tumores malignos.